# Konstanze von der Bretagne
Konstanze von der Bretagne (* 1161; † 5. September 1201 in Nantes) war eine Herzogin der Bretagne. Sie war die einzige Tochter des Herzogs Conan IV. von der Bretagne und dessen Frau Margarete von Schottland, einer Tochter des Kronprinzen Heinrich von Schottland, Herzog von Huntingdon und Northumberland.
Konstanzes Vater wurde 1166 von Heinrich II. Plantagenet als Herzog abgesetzt und durch dessen Sohn, Gottfried II., ersetzt. Ihr Vater erkannte Gottfried als seinen Erben an und verwaltete das Herzogtum bis zu dessen Volljährigkeit. Zugleich wurden Konstanze und Gottfried II. miteinander verlobt, um diesen Herrschaftswechsel dynastisch zu legitimieren. Dadurch geriet die Bretagne in das Familienkonglomerat der Plantagenets, dem sogenannten angevinischen Reich. Die Ehe konnte aber erst 1181 vollzogen werden, nachdem ein nötiger Dispens des Papstes erteilt worden war. Aus dieser Ehe gingen drei Kinder hervor:
- Eleonore (* 1182/1184, † 12. August 1241 auf Corfe Castle)
- Mathilde (*/† 1186)
- Arthur I. (* 13. April 1187, † 3. April 1203 in Rouen (ermordet)), Herzog der Bretagne

Nach der gescheiterten Revolte der Plantagenet-Söhne gegen ihren Vater wurde Konstanze von diesem 1174 nach England gebracht, wo sie in Devizes lebte. 1186 starb Gottfried in Paris infolge eines Turnierunfalls.
Ein Jahr später wurde Konstanze auf Anordnung Heinrich II. Plantagenets mit Ranulph de Blondeville, Earl of Chester, verheiratet, der ein enger Gefolgsmann der Plantagenets war und nun die Regentschaft über die Bretagne ausüben sollte. Dies rief den Widerstand des bretonischen Adels hervor, dem sich auch Konstanze aus ihrer Abneigung gegen die Plantagenets anschloss. Von ihrem Ehemann wurde sie seither wie eine Gefangene gehalten.
Dennoch betrieb Konstanze, unterstützt durch ihre Vasallen, in den folgenden Jahren eine Loslösung von den Plantagenets. Damit geriet sie in Feindschaft zu ihrem ehemaligen Schwager Richard Löwenherz, der ihren Sohn Arthur zu seinem Erben designiert hatte. Im Gegenzug näherte sich Konstanze dem französischen König Philipp II. an, der seinerseits ein Feind von Löwenherz war. Im April 1196 marschierte Löwenherz mit einem Söldnerheer in die Bretagne ein und forderte die Vormundschaft für seinen Neffen ein, doch Konstanze verschanzte sich mit ihrem Sohn in der Festung von Brest. In der Nähe von Carhaix konnte ihr Seneschall Alain de Dinan einen Sieg über Richard Löwenherz erringen, der sich daraufhin aus der Bretagne zurückziehen musste. Konstanze brachte danach ihre Kinder an den Hof König Philipps II. in Paris, wo sie sicher waren.
1198 wurde ihre Ehe mit dem Earl of Chester annulliert, worauf sie 1199 den Vizegrafen Guido von Thouars heiratete. Aus dieser Ehe gingen zwei Töchter hervor:
- Alix (Alice) (* 1200, † 21. November 1221), ⚭ 1213 mit Peter Mauclerc
- Katharina (* 1201, † 1237/1240), ⚭ 1212 mit André III., Sire de Vitré (Haus Vitré)
- Vielleicht Margarete (* 1201, † 1216/1220),[1][2][3][4][5][6][7][8] ⚭ mit Gottfried I., Vizegraf von Rohan

Zusammen mit ihrem dritten Mann übte Konstanze die Regentschaft in der Bretagne aus. Sie starb im Herbst 1201 vermutlich im Kindbett und wurde in der Abtei Villeneuve in Nantes bestattet. Guido führte die Regentschaft alleine fort und wurde nach der Ermordung Arthurs 1203 vom bretonischen Adel zum Herzog ernannt. Er musste 1206 auf Druck König Philipps II. die Herzogswürde zugunsten seiner Tochter Alix aufgeben.

## Weblink
- Personendaten auf www.fmg.ac (englisch)

| Vorgänger | Amt | Nachfolger |
| --------- | --- | ---------- |
| Conan IV. | Herzog von Bretagne 1166–1201 mit Heinrich (Regent) 1166–1181 Gottfried II. (de iure uxoris) 1181–1186 Arthur I. 1196–1201 Guido (de iure uxoris) 1199–1201 | Arthur I.  |

| Personendaten    | Personendaten              |
| ---------------- | -------------------------- |
| NAME             | Konstanze von der Bretagne |
| KURZBESCHREIBUNG | Herzogin der Bretagne      |
| GEBURTSDATUM     | 1161                       |
| STERBEDATUM      | 5. September 1201          |
| STERBEORT        | Nantes                     |